# Grisana
Grisana là một chi bướm đêm thuộc họ Noctuidae.